# Nicola Negrelli
Nicola Negrelli, též Nikolaus Gregorius Negrelli (25. května 1801 Fiera di Primiero – 28. ledna 1890 Salcburk), byl rakouský římskokatolický duchovní a politik italské národnosti z Tyrolska (respektive z Jižního Tyrolska), v 2. polovině 19. století poslanec Říšské rady.

## Biografie
Pocházel z vlivné tyrolské rodiny. Jeho otec hrál významnou roli v dějinách Tyrolska na počátku 19. století. Jeho bratr Alois Negrelli byl železničním inženýrem (autor Negrelliho viaduktu v Praze). Nicola byl roku 1824 vysvěcen na kněze. Po delší dobu vyučoval na Orientální akademii ve Vídni. Potom byl c. k. dvorským knihovníkem u císaře Ferdinanda I. Působil jako papežský prelát a komoří. V únoru 1876 mu byl udělen Řád Františka Josefa. Byl znalcem německé literatury a překládal německá díla do italštiny.
Zasedal jako poslanec Tyrolského zemského sněmu. Byl také poslancem Říšské rady (celostátního parlamentu Předlitavska), kam nastoupil v doplňovacích volbách roku 1877 za kurii venkovských obcí v Tyrolsku, obvod Cles, Fondo, Cavalese atd. Slib složil 12. října 1877. Mandát obhájil ve volbách roku 1879. Rezignaci oznámil na schůzi 5. prosince 1882. Od první povolební schůze parlamentu 7. října 1879 do 14. října 1879 zastával, jako nejstarší člen sněmovny, funkci předsedy Říšské rady. V roce 1877 se uvádí jako Nicolo Negrelli, kněz a papežský komoří, bytem Cavalese. V roce 1878 zasedal v poslaneckém Hohenwartově klubu (tzv. (Strana práva), která byla konzervativně a federalisticky orientována. Po volbách v roce 1879 opětovně přistoupil ke klubu Strany práva.
Zemřel v lednu 1890.